# Persoonia trinervis
Persoonia trinervis (лат.) — кустарник, вид рода Персоония (Persoonia) семейства Протейные (Proteaceae), эндемик юго-западного региона Западной Австралии. Прямостоячий, иногда раскидистый куст с сильноопушёнными молодыми веточками, лопатообразными или копьевидными листьями с более узким концом к основанию и сильноопушёнными жёлтыми цветками.

## Ботаническое описание
Persoonia trinervis — прямостоячий, реже раскидистый куст высотой 0,3-1,8 м с молодыми веточками, густо покрытыми сероватыми или ржавыми волосами. Листья лопатообразные или копьевидные с более узким концом к основанию, длиной 15-70 мм и шириной 3-10 мм с тремя или шестью выступающими параллельными жилками и иногда скручивают до двух полных оборотов. Цветки расположены поодиночке или группами до четырёх, каждый цветок на сильноопушённой цветоножке длиной 1-3,5 мм с чешуйчатым листом у основания. Листочки околоцветника жёлтые, длиной 8,5-16 мм, снаружи густо опушены. Цветёт с сентября по декабрь, плод представляет собой гладкую овальную костянку.

## Таксономия
Впервые вид был официально описан в 1856 году Карлом Мейснером в журнале Огюстена Декандоля Prodromus Systematis Naturalis Regni Vegetabilis на основе образцов, собранных Джеймсом Драммондом в колонии Суон-Ривер.

## Распространение и местообитание
Persoonia trinervis — эндемик Западной Австралии. Растёт в редколесье и эвкалиптовых пустошах в районе между горой Перон возле Джуриен-Бей, Лейк-Грейс, национальным парком Фрэнка Ханна и Уотеру на юго-западе Западной Австралии.

## Охранный статус
Вид классифицируется Департаментом парков и дикой природы правительства Западной Австралии как «не находящаяся под угрозой исчезновения».